# Bury Town F.C.
Bury Town FC là một câu lạc bộ bóng đá bán chuyên nghiệp có trụ sở tại Bury St Edmunds, Suffolk, Anh. Đội bóng hiện thi đấu tại Isthmian League North Division và có sân nhà ở Ram Meadow.

## Danh hiệu
- Isthmian League
  - Nhà vô địch League Cup mùa giải 2011–12
- Southern League
  - Nhà vô địch Division One Midlands mùa giải 2009–10
- Eastern Counties League
  - Nhà vô địch mùa giải 1963–64
  - Nhà vô địch League Cup mùa giải 1961–62, 1963–64
- Metropolitan League
  - Nhà vô địch các mùa giải 1965–66, 1968–69
  - Nhà vô địch League Cup mùa giải 1967–68
  - Nhà vô địch Professional Cup mùa giải 1965–66
- Suffolk Premier Cup
  - Nhà vô địch các mùa giải 1958–59, 1959–60, 1960–61, 1961–62, 1963–64, 1964–65, 1970–71, 1977–78, 1995–96, 2010–11, 2012–13, 2013–14
- Suffolk Senior Cup
  - Nhà vô địch các mùa giải 1936–37, 1937–38, 1938–39, 1944–45, 1984–85

## Thống kê
- Thành tích tốt nhất tại FA Cup: Vòng một các mùa giải 1968–69, 2008–09[2]
- Thành tích tốt nhất tại FA Trophy: Vòng hai mùa giải 1970–71
- Thành tích tốt nhất tại FA Vase: Tứ kết các mùa giải 1988–89, 2004–05[2]
- Kỷ lục khán giả:
  - Tại King's Road: 4,343 người trong trận đấu với Cambridge Town, vòng loại đầu tiên FA Cup mùa giải 1949[3]
  - Tại Ram Meadow: 2,500 người trong trận đấy với Enfield, vòng loại thứ tư FA Cup mùa giải 1986[1]
- Cầu thủ ra sân nhiều nhất: Dick Rayner – 610 lần trong 12 mùa giải[1]
- Cầu thủ ghi bàn nhiều nhất: Doug Tooley – 251 bàn trong 9 mùa[1]
- Phí chuyển nhượng kỷ lục nhận được: £5,500 cho cầu thủ Simon Milton đến Ipswich Town[1]
- Phí chuyển nhượng kỷ lục đã trả: £1,500 cho cầu thủ Mitchel Springett từ Chelmsford City[1]